# بارامولا
بارامولا (به انگلیسی: Baramulla) یک منطقهٔ مسکونی در هند است که در بخش باره موله واقع شده‌است. بارامولا ۱٬۰۱۵٬۵۰۳ نفر جمعیت دارد.